# Трахов, Аслан Исмаилович

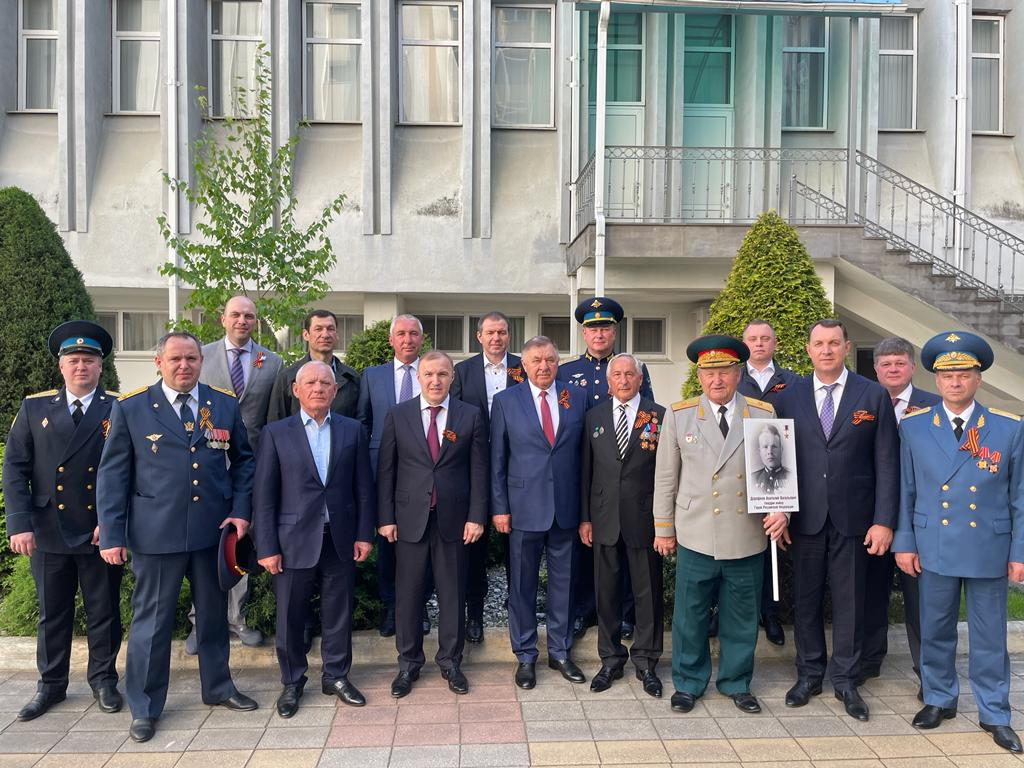
9 мая 2022 года Майкоп

Аслан Исмаилович Трахов (род. 1949, Адыгея, СССР) — Председатель Верховного Суда Республики Адыгея, доктор юридических наук, профессор.
Аслан Исмаилович Трахов родился в мае 1949 года в ауле Шенджий Тахтамукайского района Республики Адыгея.

## Биография
- Родился 31 мая 1949 года. Образование высшее, окончил Кубанский государственный университет («юриспруденция»).
- 1967 г. — окончание Шенджийской средней школы;
- 1968—1970 г. г. — служба в рядах Советской Армии;
- 1971—1976 г. г. — учеба в Кубанском государственном университете;
- С 10.1976 — следователь прокуратуры Майкопского района, Адыгейской автономной области;
- С 07.1979 — заместитель прокурора Майкопского района, Адыгейской автономной области;
- С 01.1983 — прокурор Кошехабльского района Адыгейской автономной области;
- С 01.1985 — старший помощник прокурора Адыгейской автономной области;
- С 07.1992 по 1994 г. — Министр юстиции Республики Адыгея;
- С 01.1995 — Заместитель председателя Верховного Суда Республики Адыгея;
- С 02.1998 — Председатель Верховного Суда Республики Адыгея.
- С мая 2019 покинул свой пост в связи с истечением срока полномочий.
- 2000—2022 г. г. — член Совета судей РФ, участник Конституционного совещания по разработке проекта Конституции РФ 1993 г.;
- При объединении двух Высших судов России являлся заместителем председателя Специальной экзаменационной комиссии по приему квалификационного экзамена на должность судьи Верховного Суда РФ, за что в 2014 году получил благодарность Президента РФ;
- С 26.06.2020 года Член Совета судей Республики Адыгея[3].
- Председатель Адыгейского регионального отделения Российского объединения судей;
- C 2020 по н.вр. — Председатель Совета ветеранов Судебной системы Республики Адыгея[4].

Имеет около 70 научных публикаций.

## Семья, увлечения
Сын Трахов Рустем Асланович - Председатель Прикубанского районного суда г. Краснодара.
Конный спорт, теннис и баскетбол, плавание, велопрогулки, чтение.

## Награды и звания
- доктор юридических наук[5]
- профессор,
- заведующий кафедрой уголовного права и криминологии Адыгейского государственного университета,
- заслуженный юрист Российской Федерации и Республики Адыгея.
- орден Почёта (2010)[6];
- медаль ордена «За заслуги перед Отечеством» II степени;
- медаль «Слава Адыгеи» (2007 — высшая награда республики);
- «За трудовую доблесть»;
- Медаль «В ознаменование 100-летия со дня рождения Владимира Ильича Ленина» (6 апреля 1970 «За воинскую доблесть»);
- Заслуженный юрист Кабардино-Балкарской и Карачаево-Черкесской республик;
- «За заслуги перед судебной системой РФ» 2 и 1 степени (2008, 2009);
- «За безупречную службу» (2009);
- знак отличия Судебного департамента при Верховном Суде РФ «За усердие» II степени (2008) и I степени (2012), наградной знак Совета судей РФ «За служение правосудию» (2012);
- Заслуженный деятель науки Республики Адыгея;
- Заслуженный работник высшей школы Республики Адыгея;
- «Почетный работник судебной системы» (2014);
- Медаль Министерства юстиции РФ ФССП России «За заслуги»;
- Наградный знак Совета судей РФ «За служение правосудию»;
- Медаль «Ветеран труда»;
- Почётный знак Государственного Совета-Хасэ Республики Адыгея «Закон. Долг. Честь»;
- Поощрен первым Президентом РФ Б. Н. Ельциным именным экземпляром Конституции РФ с благодарноственной подписью;
- Почетный гражданин МО «Тахтамукайский район», МО «Теучежский район», МО «Город Адыгейск», МО «аул Шенджий»;
- Государственный советник юстиции 3 класса;
- «Судья года» среди 10 судей РФ по результатам Всероссийского конкурса судей (2017 год);
- Академик Адыгской (Черкесской) международной академии наук;
- Почётные грамоты Совета Федерации Федерального Собрания Российской Федерации;
- Почётная грамота Государственного Совета — Хасэ Республики Адыгея.